# فینال جام حذفی فوتبال آلمان ۲۰۱۲
جام حذفی فوتبال آلمان ۱۲–۲۰۱۱، ۶۲امین فصل از رقابتهای با برگزاری بازی نهایی میان دو تیم بروسیا دورتموند و بایرن مونیخ به پایان رسید. این بازی در تاریخ ۱۲ مه ۲۰۱۲، به میزبانی ورزشگاه المپیک برلین در شهر برلین برگزار شد.
بروسیا دورتموند با پیروزی ۵–۲ برابر بایرن، و کسب قهرمانی در بوندسلیگا ۱۲–۲۰۱۱ نخستین دوگانه داخلی خود را بدست آورد.

## مسیر رسیدن به فینال
رقابت‌های جام حذفی (DFB-Pokal) به صورت تک‌حذفی با حضور ۶۴ تیم آغاز شد. در مجموع پنج مرحله برای رسیدن به فینال وجود دارد. تیم‌ها در ۹۰ دقیقه وقت معمول به مصاف هم می‌روند و اگر در پایان، بازی به تساوی رسید، ۳۰ دقیقه وقت اضافه برای تعیین تیم برنده در نظر گرفته می‌شود. در صورت ادامه یافتن تساوی پس از وقت‌های اضافه، ضربات پنالتی تیم پیروز را مشخص می‌کند.
یادداشت: در تمام نتایج زیر، ابتدا نتیجه تیم فینالیست نشان داده شده است (راهنما= خ: خانه؛ م: مهمان).
| بروسیا دورتموند      | بروسیا دورتموند    | مرحله                         | بایرن مونیخ             | بایرن مونیخ        |
| -------------------- | ------------------ | ----------------------------- | ----------------------- | ------------------ |
| حریف                 | نتیجه              | جام حذفی فوتبال آلمان ۱۲–۲۰۱۱ | حریف                    | نتیجه              |
| زاندهاوزن (م)        | ۳–۰                | دور اول                       | آینتراخت براونشوایگ (م) | ۳–۰                |
| دینامو درسدن (خ)     | ۲–۰                | دور دوم                       | اینگولشتات (خ)          | ۶–۰                |
| فورتونا دوسلدورف (م) | ۰–۰ (و.ا.) (۵–۴ پ) | یک‌شانزدهم نهایی               | بوخوم (م)               | ۲–۱                |
| هولشتاین کیل (م)     | ۴–۰                | یک‌چهارم نهایی                 | اشتوتگارت (م)           | ۲–۰                |
| گروتر فورث (م)       | ۱–۰ (و.ا.)         | نیمه‌نهایی                     | بروسیا مونشنگلادباخ (م) | ۰–۰ (و.ا.) (۴–۲ پ) |

## بازی

### خلاصه بازی
دورتموندی ها خیلی زود توسط شینجی کاگاوا به گل رسیدند، اما آرین روبن در دقیقه بیست و پنج از روی نقطه پنالتی بازی را به تساوی کشاند، اما در اواخر نیمه اول یک ضربه پنالتی به نفع دورتموندی ها اعلام شد که متس هوملس آن را به گل تبدیل کرد. در وقت های اضافی از نیمه اول روبرت لواندوفسکی موفق شد گل سوم دورتموند را به ثمر برساند تا کار برای بایرن مونیخ سخت تر شود.
نیمه دوم با حملات بایرن مونیخ آغاز شد ولی روبرت لواندوفسکی موفق شد در دقیقه پنجاه و هشت با عبور از دفاع آشفته بایرن مونیخ دروازه بایرن را برای بار چهارم باز کند. فرانک ریبری هافبک فرانسوی بایرن مونیخ در دقیقه هفتاد و پنج با یک شوت از پشت محوطه جریمه دروازه دورتموند را باز کرد، اما این گل تغییری در نتیجه بازی ایجاد نکرد و دورتموندی ها در دقیقه هشتاد و یک بار دیگر توسط روبرت لواندوفسکی به گل رسیدند تا این دیدار را با نتیجه پر گل پنج بر دو به سود خود خاتمه دهند و جام قهرمانی را به خانه ببرند.

### جزئیات
| دورتموند                                                 | ۵–۲   | بایرن مونیخ                |
| -------------------------------------------------------- | ----- | -------------------------- |
| - کاگاوا ۳' - هوملس ۴۱' (پ) - لواندوفسکی ۴۵+۱'، ۵۸'، ۸۱' | گزارش | - روبن ۲۵' (پ) - ریبری ۷۵' |

| بروسیا دورتموند | بایرن مونیخ |

| GK         | ۱  | رومن وایدنفلر      | '۲۳ | '۳۴ |
| RB         | ۲۶ | ووکاش پیشچک        |     |     |
| CB         | ۴  | نون سوبوتیچ        |     |     |
| CB         | ۱۵ | متس هوملس          | '۸۳ |     |
| LB         | ۲۹ | مارسل اشملزر       |     |     |
| CM         | ۲۱ | ایلکای گوندوغان    |     |     |
| CM         | ۵  | زباستین کل ()      |     |     |
| RW         | ۱۶ | یاکوب بواشچیکوفسکی |     | '۸۴ |
| AM         | ۲۳ | شینجی کاگاوا       |     | '۸۱ |
| LW         | ۱۹ | کوین گروسکرویتس    |     |     |
| CF         | ۹  | روبرت لواندوفسکی   |     |     |
| تعویض‌ها:   |    |                    |     |     |
| GK         | ۲۰ | میشل لانگراک       |     | '۳۴ |
| DF         | ۲۷ | فیلیپه سانتانا     |     |     |
| MF         | ۷  | موریتس لایتنر      |     |     |
| MF         | ۱۱ | ماریو گوتسه        |     |     |
| MF         | ۱۴ | ایوان پریشیچ       |     | '۸۴ |
| MF         | ۲۲ | اسون بندر          |     | '۸۱ |
| FW         | ۱۸ | لوکاس باریوس       |     |     |
| سرمربی:    |    |                    |     |     |
| یورگن کلوپ |    |                    |     |     |

| GK         | ۱  | مانوئل نویر         |     |     |
| RB         | ۲۱ | فیلیپ لام ()        |     |     |
| CB         | ۱۷ | ژروم بواتنگ         |     |     |
| CB         | ۲۸ | هلگر بادشتوبر       | '۵۱ |     |
| LB         | ۲۷ | داوید آلابا         |     | '۶۹ |
| CM         | ۳۱ | باستیان شواینشتایگر | '۷۰ |     |
| CM         | ۳۰ | لوئیز گوستاوو       |     | '۴۶ |
| RW         | ۱۰ | آرین روبن           |     |     |
| AM         | ۳۹ | تونی کروس           |     |     |
| LW         | ۷  | فرانک ریبری         |     |     |
| CF         | ۳۳ | ماریو گومز          |     |     |
| تعویض‌ها:   |    |                     |     |     |
| GK         | ۲۲ | هانس یورگ بوت       |     |     |
| DF         | ۱۳ | رافینیا             |     |     |
| DF         | 26 | دیگو کنتنتو         |     | '۶۹ |
| MF         | ۲۳ | دانیل پرانیچ        |     |     |
| MF         | ۲۵ | توماس مولر          |     | '۴۶ |
| MF         | ۴۴ | آناتولی تیموشوک     |     |     |
| FW         | ۱۱ | ایویکا اولیچ        |     |     |
| سرمربی:    |    |                     |     |     |
| یوپ هاینکس |    |                     |     |     |

| کمک داوران: ماتیاس آنکلام (بوخهلتس در نوردهایده) ساشا تیلرت (بوخهلتس در نوردهایده) داور چهارم: مارکو فریتز (کورب) | قوانین بازی - ۹۰ دقیقه وقت معمول. - ۳۰ دقیقه وقت اضافه در صورت ادامه داشتن تساوی. - ضربات پنالتی در صورت ادامه تساوی. - ۷ بازیکن ذخیره، با امکان سه تعویض. |